# Damien Grégorini
Damien Grégorini (* 2. März 1979 in Nizza) ist ein ehemaliger französisch-italienischer Fußballtorhüter.

## Spielerkarriere

### Vereine
Grégorini durchlief in seiner Geburtsstadt ab 1986 die Jugend von OGC Nizza und rückte 1998 in die Profimannschaft des Vereins auf, die in der zweiten Liga antrat. Ab Anfang 1999 konnte er sich dort als Stammtorhüter durchsetzen. Im Sommer 2000 verpflichtete ihn der Erstligist Olympique Marseille, wo Grégorini bis 2002 aber nur sporadisch zum Einsatz kam. 2002 kehrte er zum OGC Nizza zurück, der zwischenzeitlich ebenfalls in die Ligue 1 aufgestiegen war, und bestritt dort die folgenden vier Spielzeiten als Stammtorhüter. In der Saison 2006/07 verlor er seinen Stammplatz an Hugo Lloris und schloss sich daraufhin Anfang 2007 dem Ligakonkurrenten AS Nancy an, bei dem der Stammtorhüter und Mannschaftskapitän Gennaro Bracigliano verletzt ausfiel. Ab der Saison 2007/08 fungierte Grégorini wieder als Ersatztorhüter hinter Bracigliano und kam nur zu gelegentlichen Einsätzen. In der Spielzeit 2010/11 konnte er sich gegen ihn als Stammtorhüter durchsetzen, verlor diesen Platz in der folgenden Saison 2011/12 aber wieder an den neu verpflichteten Guy Ndy Assembé. Nach insgesamt 251 Punktspielen in der Ligue 1 und 51 weiteren in der Ligue 2 beendete Grégorini 2014 seine Spielerkarriere.

### Nationalmannschaft
Grégorini bestritt im März und April 2002 zwei Spiele mit der französischen U21-Nationalmannschaft. Im Sommer desselben Jahres nahm er mit ihr an der U21-Europameisterschaft teil, kam während des Turniers jedoch nicht zum Einsatz.

## Trainerkarriere
Nach dem Ende seiner Spielerkarriere blieb Grégorini bei der AS Nancy tätig und fungierte dort ab 2015 als Torwarttrainer der Profimannschaft. 2019 wechselte er in den Nachwuchsbereich des Vereins und trainierte die Torhüter der U17- und U19-Junioren sowie der zweiten Mannschaft. 2022 verließ er Nancy und schloss sich stattdessen ebenfalls als Torwarttrainer dem luxemburgischen Erstligisten FC Monnerich an, für den er bis 2024 zwei Jahre lang tätig war. Infolge personeller Schwierigkeiten der Mannschaft auf der Torhüterposition bestritt Grégorini im Februar 2023 auch ein Ligaspiel für den Verein. 